# Pontedera
Pontedera ist eine Stadt mit 29.695 Einwohnern (Stand: 31. Dezember 2023) in der italienischen Region Toskana. Sie gehört zur Provinz Pisa und ist eines der industriellen Zentren der Region. Bekannt ist Pontedera als wichtigste Produktionsstätte des Motorrollerherstellers Piaggio.

## Geografie
Pontedera liegt an der Mündung des Flusses Era in den Arno, etwa auf halber Strecke zwischen Pisa und Empoli. Die Nachbargemeinden sind Calcinaia, Capannoli, Casciana Terme Lari, Cascina, Montopoli in Val d’Arno, Palaia, Ponsacco und Santa Maria a Monte.

## Geschichte
Der Name der Stadt bedeutet „Brücke über den Fluss Era“. Die Ursprünge der Stadt gehen ins 13. Jahrhundert zurück. Pontedera lag auf Pisaner Gebiet an einem strategisch wichtigen Punkt an der Grenze zur Republik Florenz und wurde daher militärisch ausgebaut. Pontedera verlor diese Bedeutung nach dem Sieg der Florentiner.
Im Zweiten Weltkrieg wurde die Stadt wegen ihrer kriegswichtigen Industriebetriebe stark bombardiert und beschädigt. Ein großer Teil der Innenstadt ist in der Nachkriegszeit modern wieder aufgebaut worden.

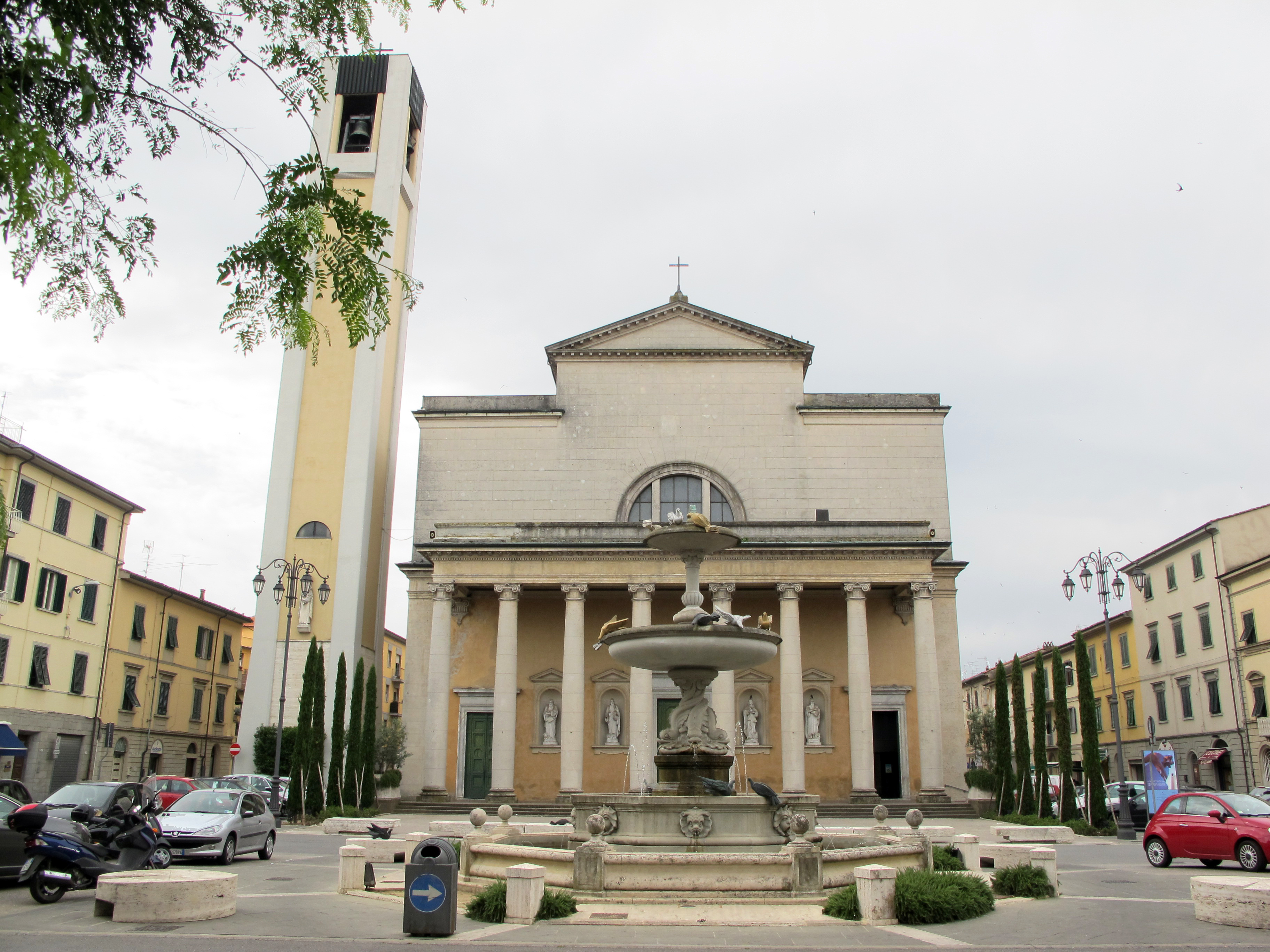
Der Dom

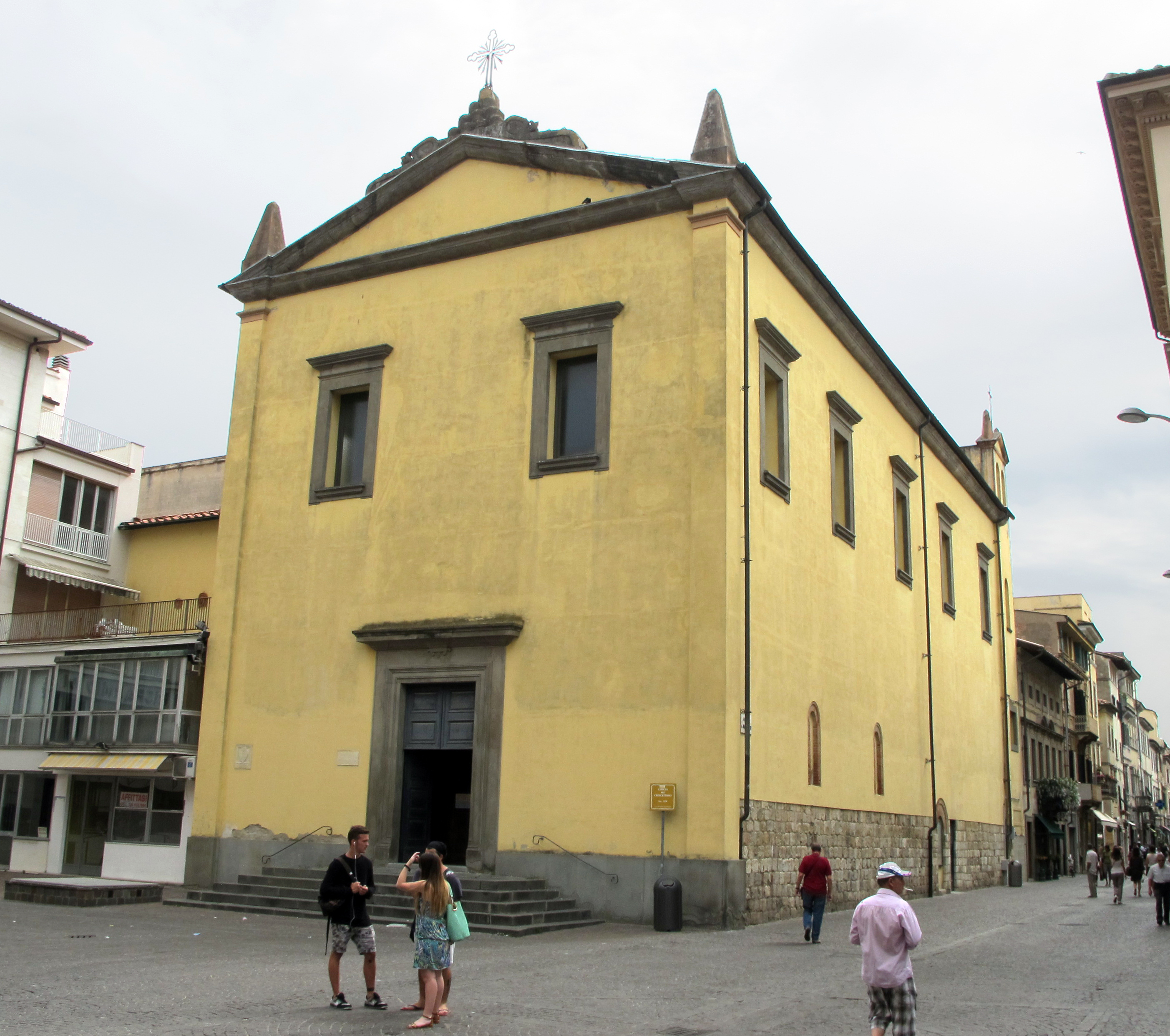
Santissimo Crocifisso

## Wirtschaft
Bis ins 20. Jahrhundert war Pontedera ein wichtiges landwirtschaftliches Zentrum im Arnotal. Haupterwerbszweige waren neben dem Getreide- und Weinanbau die Hanf- und Leinenproduktion, so dass sich um Pontedera viele Textilbetriebe, Seilereien und Färbereien ansiedelten. Die Landwirtschaft hat heute an Bedeutung verloren.
Seit der Eröffnung des Piaggio-Werkes in den zwanziger Jahren (zunächst Motoren und Flugzeuge, nach dem Zweiten Weltkrieg Motorroller und Kleinfahrzeuge) ist der Ort industriell geprägt (Maschinenbau, Keramik, Baustoffe, Textilindustrie). Der ehemalige Werksflugplatz Pontedera wurde bis 2013 vollständig abgetragen. Der Sportwagenhersteller Mazzanti Automobili hat hier ebenso seinen Sitz wie der Schokoladenproduzent Amedei.

## Kultur und Sehenswürdigkeiten

### Bauwerke
- Der Dom Ss. Jacopo e Filippo wurde 1840–1864 im neoklassizistischen Stil errichtet. Der Campanile wurde nach dem Zweiten Weltkrieg an Stelle von zerstörten Türmen neu erbaut. Im Dom werden die Reliquien des heiligen Faustinus, eines römischen Märtyrers und Patrons der Stadt, aufbewahrt.
- Die Kirche Santissimo Crocifisso stammt aus dem 12. Jahrhundert und wurde im 17. Jahrhundert umgestaltet und vergrößert. Sie enthält Fresken der Pisaner Schule des 14. Jahrhunderts und Werke von Ludovico Cigoli und Nino Pisano.

### Theater
In Pontedera wurde 1974 das experimentelle Theaterzentrum Centro per la Sperimentazione e la Ricerca Teatrale gegründet (heute: Fondazione Pontedera Teatro). Es organisiert auf nationaler und internationaler Ebene Theaterproduktionen und kulturelle Initiativen und beherbergt seit 1986 das Workcenter of Jerzy Grotowski and Thomas Richards.

### Museum

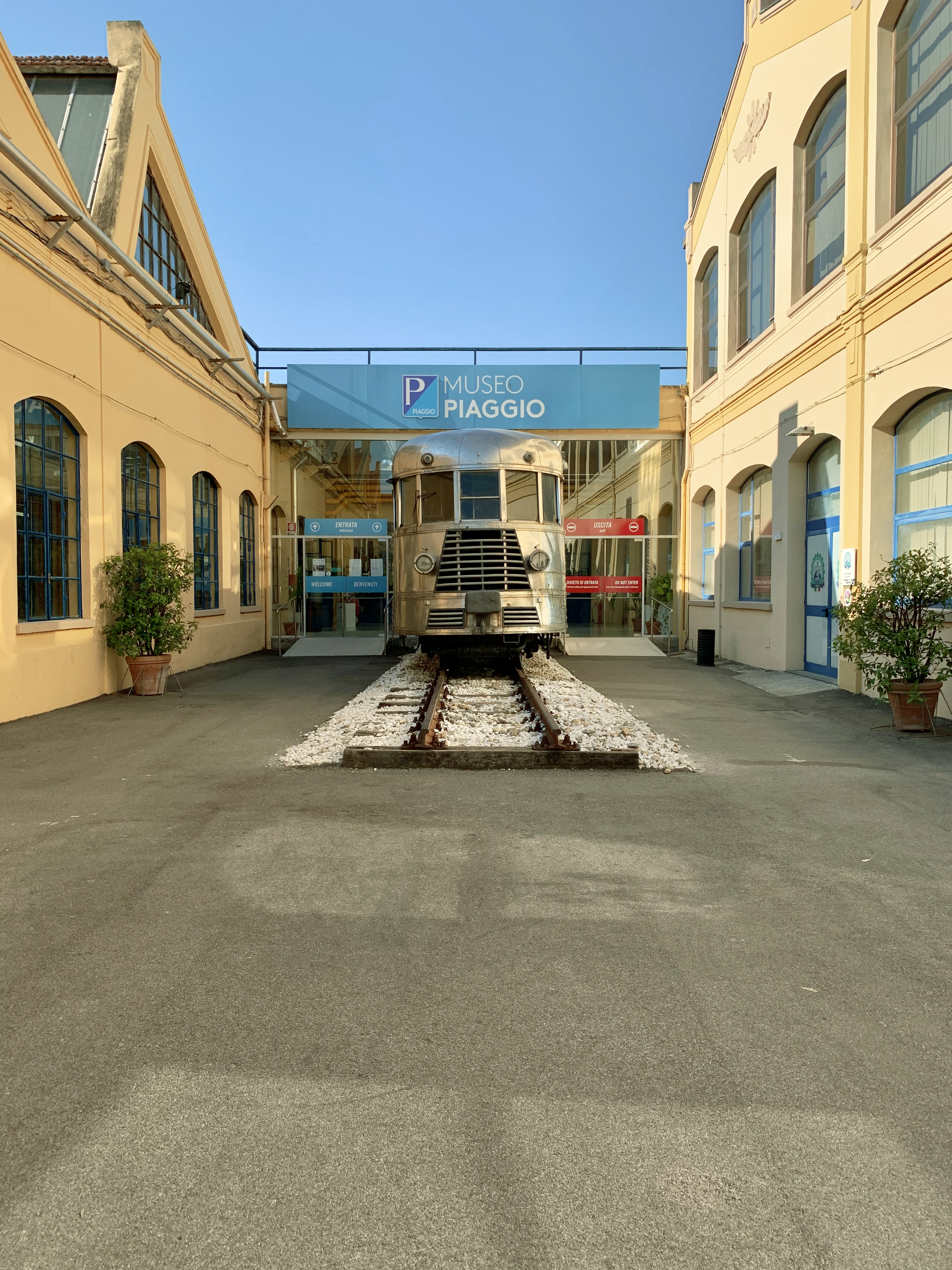
Museo Piaggio Giovanni Alberto Agnelli

Das Museo Piaggio Giovanni Alberto Agnelli ist das Museum der Piaggio-Gruppe. Es befindet sich auf dem Fabrikgelände und zeigt u. a. Exponate der Unternehmensmarken Vespa, Ape und Gilera.

## Sport
Der in Pontedera ansässige Fußballverein ist die US Città di Pontedera. Derzeit spielt der Verein in der dritten italienischen Liga, der Serie C (Gruppe A).

## Städtepartnerschaften
Pontedera pflegt Partnerschaften mit der nicaraguanischen Gemeinde La Paz Centro seit 2003, mit der französischen Gemeinde Fourchambault seit 2005 und mit der senegalesischen Gemeinde Khombole seit 2003.

## Söhne und Töchter der Stadt
- Andrea Pisano (um 1290–um 1348), Bildhauer und Architekt
- Giovanni Gronchi (1887–1978), italienischer Staatspräsident 1955–1962
- Edgardo Lami Starnuti (1887–1968), Journalist und Politiker
- Lando Ferretti (1895–1977), faschistischer Politiker, Journalist und Sportfunktionär
- Giuseppe Togni (1903–1981), Politiker
- Sandro Mazzinghi (1938–2020), Boxer, Weltmeister im Weltergewicht 1963
- Riccardo Fogli (* 1947), Sänger, Sieger des Sanremo-Festivals 1982
- Simone Biasci (* 1970), Radrennfahrer
- Fabrizio Guidi (* 1972), Radrennfahrer
- Leonardo Pettinari (* 1973), Leichtgewichts-Ruderer
- Fabiana Luperini (* 1974), Radrennfahrerin
- Gabriele Balducci (* 1975), Radrennfahrer
- Lorenzo Bertini (* 1976), Leichtgewichts-Ruderer, olympische Bronzemedaille 2004
- Dario Dainelli (* 1979), Fußballspieler
- Sandra Celoni (* 1995), Ruderin
- Gianluca Mancini (* 1996), Fußballspieler
- Vittoria Guazzini (* 2000), Radsportlerin
- Filippo Macchi (* 2001), Florettfechter
- Samuele Ricci (* 2001), Fußballspieler